# Juan Franco Ponce
Juan Francisco Franco Ponce (Arequipa, 2 de julio de 1922-Lima, 14 de mayo de 2003) fue un médico neurocirujano peruano. Fue ministro de Salud en el segundo gobierno de Fernando Belaúnde Terry.

## Biografía
Hijo de Juan Francisco Franco López y Rebeca Ponce. Cursó sus estudios escolares en el Colegio La Salle de su ciudad natal. Luego se trasladó a Lima e ingresó a la Universidad Mayor de San Marcos, en la que se recibió de bachiller en medicina y de médico cirujano (1947).
De 1945 a 1947 se especializó en Neurocirugía en el Hospital Santo Toribio de Mogrovejo (actual Instituto Nacional de Ciencias Neurológicas J. O. Trelles Montes), siendo su profesor el destacado neurocirujano Julio Óscar Trelles Montes. Continuó su especialización en el Hospital Obrero, actual Guillermo Almenara (1947-1949); en el Instituto de Neurocirugía de Santiago de Chile (1949-1950); y en la División de Cirugía Neurológica del Hospital Johns Hopkins, de Baltimore, Estados Unidos (1950-1951). En 1970 se graduó de doctor en Medicina en la Universidad Peruana Cayetano Heredia.
Ejerció cargos hospitalarios en el área de neurocirugía en el Hospital Obrero (1947-1962), en el Centro Médico Naval (1962-1986) y en el Hospital Santo Toribio de Mogrovejo (1964-1982). En la práctica privada, fue fundador y director del departamento de Neurociencias de la Clínica San Felipe. Llegó a ser también director de esta clínica, participando en su ampliación.
Ejerció la docencia en la Universidad de San Marcos (1949-1961), en la Universidad Cayetano Heredia (1961-1997) y en el Instituto Nacional de Ciencias Neurológicas (1984-1997).
En el segundo gobierno de Fernando Belaúnde fue ministro de Salud, cargo que juró el 3 de marzo de 1983, en reemplazo del renunciante, doctor Uriel García Cáceres. En mayo de 1982 viajó a Ginebra para participar en la 24º Asamblea Mundial de la Organización Mundial de la Salud, reunión en la que fue elegido vicepresidente de la comisión de asuntos financieros y jurídicos.
Durante su gestión en el ministerio puso en marcha un programa de salud de medicamentos esenciales de bajo costo. Otros logros de su gestión fueron el incremento de las camas hospitalarias, la distribución de cinco millones de raciones diarias en los colegios, la inauguración del albergue para ancianos Canevaro, la fundación del Instituto de Salud Mental Honorio Delgado-Hideyo Noguchi, etc. De otro lado, tuvo que afrontar casos de gran repercusión, como el envenenamiento por bario de un grupo de pacientes del Hospital del Empleado; la epidemia de rabia en Lima de agosto de 1982 (en la que murieron varios niños); y la epidemia de meningitis en el verano de 1984. Renunció a su cargo el 26 de marzo de 1985, pocos meses antes del fin del gobierno.
Fue miembro de diversas asociaciones médicas. En 1997, la Universidad Cayetano Heredia lo distinguió como profesor emérito.

## Publicaciones
Fue autor y coautor de más de cien trabajos de neurocirugía y de neurología, publicadas en revistas de Perú y de otros países. De entre ellos destaca: Neurology (Nueva York, 1974, en coautoría).
En la Revista de Neuro-Psiquiatría fueron publicados varios trabajos suyos.

## Distinciones
Se mencionan solo las más importantes:
- Gran Cruz de la Orden Hipólito Unanue.
- Gran Cruz de la Orden Daniel A. Carrión.
- Gran Cruz de la Orden de la Sanidad de las Fuerzas Policiales.
- Medalla de honor al mérito extraordinario del Colegio Médico del Perú.